# 1379

## Události
- Založen pivovar Regent (Třeboň).
- První písemná zmínka o obci Samšín.
- První písemná zmínka o obci Železný Újezd.
- Berní rejstřík plzeňského kraje - důležitý zdroj zmínek o existenci vesnic na Plzeňsku

## Narození
- 7. února – Ču Jou-tun, kníže z Čou, čínský básník a spisovatel († 8. července 1439)
- 4. října – Jindřich III., kastilský a leónský král († 1406)
- ? – Šen Cchan, čínský kaligraf a malíř († 1453)
- ? – Wang Č’, čínský politik říše Ming († 1462)

## Úmrtí
- 29. května – Jindřich II., kastilský a leónský král (* 1334)
- 15. listopadu – Ota V. Bavorský, bavorský vévoda (* 1346/1347)

## Hlava státu
- České království – Václav IV.
- Moravské markrabství – Jošt Moravský
- Svatá říše římská – Václav IV.
- Papež – Urban VI. a Klement VII. (vzdoropapež)
- Anglické království – Richard II.
- Francouzské království – Karel V. Moudrý
- Polské království – Ludvík I. Uherský
- Uherské království – Ludvík I. Uherský
- Lucemburské vévodství – Václav Lucemburský
- Byzantská říše – Jan V. Palaiologos